# Préemption commerciale
La notion de préemption commerciale regroupe les instruments d'intervention publiques attribués à l'État et aux collectivités locales (commune essentiellement) par la loi pour construire ou préserver des unités commerciales (ZAC, zones industrielles), notamment dans les centres-villes où à leur périphérie.
Dans les deux cas des équilibres sont à trouver car :
– en centre ville ces zones peuvent poser d'importants problèmes de voisinage (nuisances, pollution, pollution lumineuse, risque industriel, embouteillages, consommation de foncier freinant les opérations de ville renouvelée sur elle-même) ;
– excentrée ou en périphérie, certaines zones exacerbent les problèmes de transports (flux pendulaires, embouteillages, pollution, bruit, gaspillage de foncier utilisé par les parkings).
C'est l'objet de l'aménagement du territoire et de l'aménagement commercial en particulier de chercher les meilleurs compromis.

## Projet de réforme en France
Prévu pour les années 2009-2012, il vise à rapprocher ces deux droits, à la suite d'un rapport commandé au Conseil d'État et remis en 2007 au gouvernement, et dans le cadre de l'article 83 du projet de loi Warsmann dit « de simplification et d'amélioration de la qualité du droit », avec possible droit de préemption urbain ordinaire, « droit de préférence » sans recours au juge mais avec motivation allégée.
Le propriétaire cédant un bien n'a pas l'obligation de faire figurer le nom de l'acquéreur potentiel sur la déclaration d'intention d'aliéner (CE, 6 janvier 1995, époux Fitoussi, no 123371). L'obligation d'anonymat pourrait dans le futur être faite à tout acquéreur dans la déclaration d'intention d'aliéner afin de limiter le risque. Cette mention intéresse cependant d'acquéreur car lui permettant de bénéficier du « droit de rétrocession » permettant à un acquéreur évincé, à certaines conditions, de racheter le bien qu'il visait, si ce bien n'est pas utilisé par le titulaire du droit de préemption pour mettre en œuvre les objectifs qui ont justifié la préemption.
La réforme pourrait aussi concerner l'aménagement commercial qui cadre les lieux et conditions d'installation des commerces (dont supermarchés) et la préemption commerciale qui vise souvent à maintenir le commerce ou l'industrie, dans un contexte foncier parfois tendu où la périurbanisation s'oppose aux opérations de villes renouvelées, et alors que les mesures d'atténuations d'impacts et de nuisances, ou de réparation incluant la restauration et gestion d'une trame verte et bleue promue par le Grenelle de l'Environnement prennent de l'importance.